# M702iG
FOMA M702iG（フォーマ・エム なな まる に アイ・ジー）は、モトローラによって開発された、NTTドコモの第三世代携帯電話 (FOMA) 端末製品である。

## 概要
702iシリーズとして最後に発売された。外部メモリーはmicroSD（1GBまで：ドコモ発表。それ以上は自己責任）対応である。カメラ性能はCMOS約200万画素。テレビ電話用のサブカメラはCMOS約10万画素。NTTドコモの国際ローミングサービス「WORLD WING」に対応し、UMTS (W-CDMA)・GPRS・GSMが利用可能な諸外国で利用できる。2007年に905iシリーズが登場するまではGPRS・GSMとFOMAプラスエリアの両方に対応している唯一のFOMA端末であった。
デザインは世界で発売されているMotorola RAZR V3xをベースとしている。RAZR V3xxをベースとしているM702iSより約5mm分厚くハード面では若干高機能である。また、端末のボタンは青色に光る。ソフトウェア面においては違いはない。従って、この端末の詳細についてはM702iSも参照。
iアプリは「Gガイド番組表リモコン」、「Hungry Fish」、「OpeltOut」をプリセット。
モトローラの携帯電話事業が2008年に事業縮小されたため、本機種が同社最後の日本向け端末となった（2011年になってau向けにスマートフォンを投入して再参入している）。

## 歴史
- 2006年7月4日: D702iF、M702iG、M702iS、N702iS、P702iD、SH702iSの開発が発表。
- 2006年8月11日: 技術基準適合証明 (TELEC) の審査を通過（証明記号: 001XYAA1254、001NYDA1706）。
- 2006年12月22日: M702iG 発売開始。